# El Pital, Angel R. Cabada
El Pital är en ort i Mexiko.   Den ligger i kommunen Angel R. Cabada och delstaten Veracruz, i den sydöstra delen av landet, 400 km öster om huvudstaden Mexico City. El Pital ligger 35 meter över havet och antalet invånare är 120.
Terrängen runt El Pital är platt åt nordväst, men åt sydost är den kuperad. Terrängen runt El Pital sluttar västerut. Runt El Pital är det ganska tätbefolkat, med 70 invånare per kvadratkilometer. Närmaste större samhälle är Lerdo de Tejada, 12,7 km nordväst om El Pital. Omgivningarna runt El Pital är en mosaik av jordbruksmark och naturlig växtlighet.